# Ziegelgelber Schleimkopf
Der Ziegelgelbe Schleimkopf (Phlegmacium varium), auch Semmelbrauner oder Semmelgelber Schleimkopf genannt, ist eine essbare Pilzart aus der Familie der Schleierlingsverwandten (Cortinariaceae).

## Merkmale

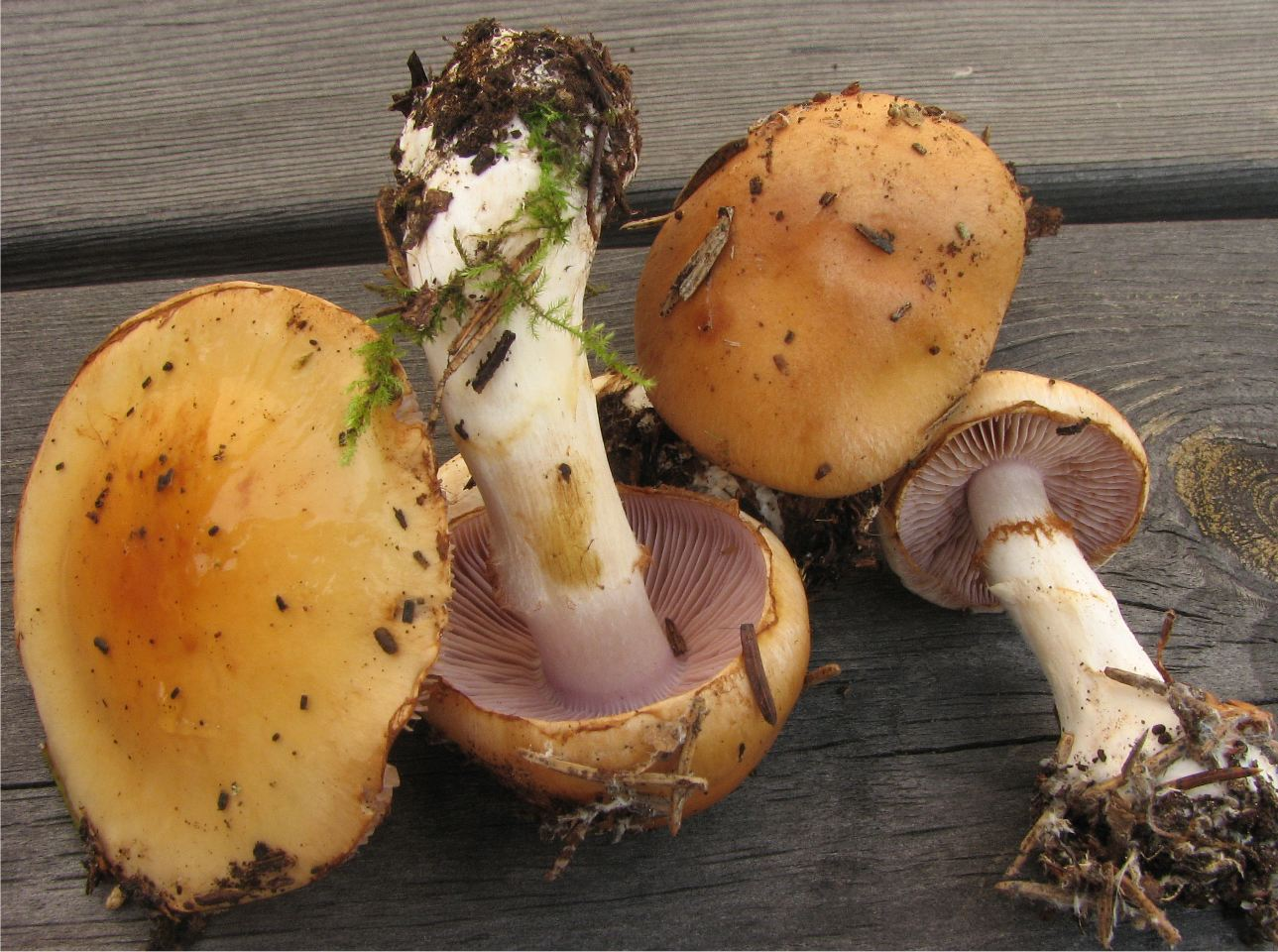
Fruchtkörper des Semmelgelben Schleimkopfs mit gelb-rötlichen Hutfarben und jung fliederlila gefärbten Lamellen

### Makroskopische Merkmale
Der Ziegelgelbe Schleimkopf fruktifiziert in Gruppen. Der (3–)4–12 cm durchmessende Hut ist jung halbkugelig, später gewölbt und schließlich abgeflacht. Die glatte, trocken glänzende und feucht schmierige Huthaut hat eine hellbraune bis rötlichbraune Farbe. Das weißliche Fleisch (Trama) hat keinen besonderen Geruch und schmeckt mild. Bei Kontakt mit Kalilauge (KOH), Natriumhydroxid- (NaOH) oder Ammoniaklösung verfärbt es chromgelb. Die am Stiel ausgebuchtet angewachsenen und eng stehenden Lamellen sind fliederlila und mit zunehmender Sporenreife braun gefärbt. Die für die Gattung namensgebende spinnwebenartige Teilhülle (Cortina) aus feinen, seidigen Fasern und die am Hutrand hängenden Überreste davon verschwinden je nach Witterung früh. Der weißliche, keulenförmige Stiel wird 5–8(–12) cm lang und ist vollfleischig, faserig und hat eine von der Cortina hinterlassene Ringzone.

### Mikroskopische Merkmale
Die Sporen messen 9,5–15 × 5,5–7,5 Mikrometer. Sie sind braun, mandelförmig, warzig ornamentiert und haben einen deutlichen, schiefen Hilarappendix.

## Artabgrenzung
Er kann mit weiteren Schleierlingsverwandten verwechselt werden, insbesondere mit Arten der Gattungen Phlegmacium und Calonarius, die stark giftige, ungenießbare und Arten von unbekannter Giftigkeit enthalten. Der Leuchtendgelbe Klumpfuß (Calonarius splendens) ist beispielsweise ein stark giftiger Doppelgänger. Als wichtigste Unterscheidungsmerkmale für den Ziegelgelben Schleimkopf gelten die Hut-, Lamellen- und Fleischfarben.

## Ökologie und Phänologie
Er lebt bevorzugt in kalkhaltigen Böden in Mykorrhiza-Symbiose mit Nadelbäumen.
Er fruktifiziert zwischen Juli und Oktober bis zum ersten Frost.

## Bedeutung
Er wird als Speisepilz gesammelt.

## Systematik und Taxonomie
Die erste bekannte wissenschaftliche Beschreibung der Art stammt von Jacob Christian Schäffer. Er beschrieb sie 1774 als Agaricus varius. 1838 beschrieb sie Elias Magnus Fries als Cortinarius varius.
2022 wurde die ehemalige Untergattung Phlegmacium, die den Ziegelgelben Schleimkopf beinhaltet, als eigene Gattung ausgegliedert. Deshalb heißt die Art jetzt wieder Phlegmacium varium, ein Name, der bereits 1877 von Friedrich Otto Wünsche eingeführt wurde.